# Aloysio Biondi
Aloysio Biondi (Caconde, 8 luglio 1936 – San Paolo, 21 luglio 2000) è stato un giornalista brasiliano.

## Biografia
Inizia la sua carriera nel 1956 nel quotidiano Folha da Manhã che poi diverrà il Folha de S. Paulo, il giornale di maggiore circolazione dell'America Latina. In seguito ha lavorato per altri giornali come la Gazeta Mercantil, il Jornal do Commercio (RJ), il Diário do Comércio e Indústria (DCI-SP), il Correio da Manhã (RJ), il Diário da Manhã (GO) e le riviste Veja e Visão. Ha vinto due Prêmio Esso.
È inoltre autore del libro O Brasil privatizado - Um balanço do desmonte do Estado (Il Brasile privatizzato - Una altalena dello smantellamento dello Stato), che ha venduto oltre 125 000 copie, diventando punto di riferimento fondamentale per la comprensione del governo di Fernando Henrique Cardoso.